# Трансперсонални социјални рад
Трансперсонални социјални рад је холистички и мултидимензионални приступ пружању социјалних услуга који наглашава духовност, морални развој и друге аспекте трансперсоналне психологије примењене на социјални рад. Фокус је на односу човека са социјалном околином, природом и људима..